# Margarita Mikaeljan
Margarita Mikaeljan (russisk: Михайлович) (født 30. august 1927 i Moskva i Sovjetunionen, død 10. december 2004 i Moskva i Rusland) var en sovjetisk filminstruktør og manuskriptforfatter.

## Filmografi
- Vakansija (Вакансия, 1981)[1][2]